# Bahnhof Freudenstadt Stadt
Der Bahnhof Freudenstadt Stadt (auch als Stadtbahnhof bezeichnet) ist nach dem Hauptbahnhof der zweite Bahnhof der Großen Kreisstadt Freudenstadt.

## Lage
Der Freudenstädter Stadtbahnhof befindet sich – im Unterschied zum Hauptbahnhof – in der Nähe der Stadtmitte. Mit 739 Metern über NHN ist der Stadtbahnhof der höchstgelegene Bahnhof der Murgtalbahn. Ferner liegt der Bahnhof in der Tarifzone 10 der Verkehrs-Gemeinschaft Landkreis Freudenstadt (VGF).

## Geschichte
Freudenstadt erhielt bereits 1879 durch den Bau der Bahnstrecke von Eutingen im Gäu Anschluss an die Eisenbahn. Da bereits damals deren Verlängerung nach Schiltach geplant war, und 1886 ausgeführt wurde, entstand im Südosten der Stadt der heutige Hauptbahnhof. 
1901 wurde der württembergische Teil der durch das Murgtal Richtung Rastatt führenden Bahnstrecke eröffnet, die bis 1928 in Klosterreichenbach endete. Dabei entstand der 75 Meter höher gelegene Stadtbahnhof nördlich des Stadtzentrums. Bei dem Empfangsgebäude handelte es sich um einen Einheitsbahnhof vom Typ IIIb, wie er häufig im Murgtal angewandt wurde. Dadurch erhielt Freudenstadt einen zentrumsnahen Bahnhof.
Das Empfangsgebäude wurde im April 1945 beim Kampf um Freudenstadt zerstört. An seiner Stelle wurde ein moderner Neubau errichtet, in dem auch das Stellwerk untergebracht war. Der Hauptteil ist ein einstöckiger langgestreckter Bau mit einem markanten Uhrturm. Östlich an das Empfangsgebäude schloss der Güterschuppen an. Er hatte eine Seitenrampe und eine Kopframpe mit einem zusätzlichen Gleis. Heute wird der gleislose Güterschuppen gastronomisch genutzt.

## Bahnanlagen
Der Stadtbahnhof verfügt 2014 über einen Mittelbahnsteig zwischen den Gleisen 1 und 2 sowie zwei als Stumpfgleise ausgeführte Abstellgleise. Gleis 1 dient dabei dem Stadtbahn-Verkehr in Richtung Karlsruhe. Von Gleis 2 verkehren die Stadtbahnen in Richtung Freudenstadt Hbf und Eutingen im Gäu. Vor dem Umbau für den Stadtbahnbetrieb 2004 gab es den Hausbahnsteig mit Gleis 1 und einen Mittelbahnsteig mit den Gleisen 2 und 3. Neben den Gleisen am Güterschuppen gab es im Norden 1995 auch drei Ladegleise mit einem Bockkran. Im östlichen Bahnhofsteil hatten eine Papierverwertung und ein Landhandel einen eigenen Gleisanschluss.

## Betrieb

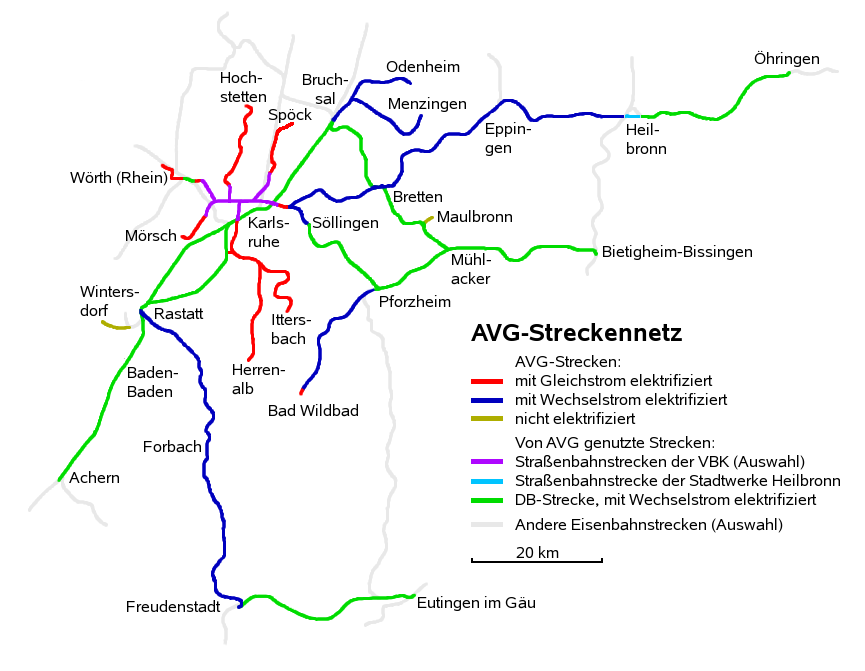
Einbindung der Stadt Freudenstadt ins Karlsruher Stadtbahnnetz

Die durch die Albtal-Verkehrs-Gesellschaft (AVG) betrieben Linien S 8 und S 81 der Stadtbahn Karlsruhe verbinden Freudenstadt über Forbach (Schwarzwald), Gernsbach, Gaggenau und Rastatt mit Karlsruhe. Dabei fährt die S 8 ab dem Albtalbahnhof als Straßenbahn stündlich bis in die Karlsruher Innenstadt und die Eilzug-Linie S 81 zweistündlich bis zum Karlsruher Hauptbahnhof. Zwischen dem Stadt- und dem Hauptbahnhof wird tagsüber ein Halbstundentakt auf der Linie S 8 angeboten. 
Seit 2006 fährt die von Karlsruhe kommende Linie S 8 alle zwei Stunden – alternierend zum Regionalexpress Stuttgart–Freudenstadt – über Freudenstadt Hbf hinaus bis nach Eutingen im Gäu, wo Anschluss an den Regionalexpress Stuttgart–Singen besteht. 
Von Mai bis Mitte Oktober hält der Radexpress „Murgtäler“ auf seiner Fahrt von Ludwigshafen über Mannheim, Heidelberg und Karlsruhe nach Freudenstadt Hbf im Stadtbahnhof.

### Regionalverkehr
| Linie                     | Laufweg | Takt |
| ------------------------- | --- | --- |
| RE 7 Radexpress Murgtäler | Freudenstadt Hbf – Freudenstadt Stadt – Forbach (Schwarzwald) – Gernsbach – Gaggenau – Rastatt – Karlsruhe Hbf – Bruchsal – Heidelberg Hbf – Mannheim Hbf – Ludwigshafen (Rhein) Hbf | ein Zugpaar an Sonn- und Feiertagen von Anfang Mai bis Mitte Oktober                                                               |
| S 8                       | Karlsruhe Tullastraße – Karlsruhe Kronenplatz – Karlsruhe Bahnhofsvorplatz – Karlsruhe Albtalbahnhof – Durmersheim – Rastatt – Gaggenau – Gernsbach – Forbach (Schwarzwald) – Baiersbronn – Freudenstadt Stadt – Freudenstadt Hbf – Dornstetten – Schopfloch (b Freudenstadt) – Hochdorf (b Horb) – Eutingen im Gäu - Bondorf (b. Herrenberg) (– Herrenberg) | 30-Minuten-Takt zwischen Freudenstadt Stadt und Freudenstadt Hbf (zusammen mit S 81), 60-Minuten-Takt Karlsruhe – Freudenstadt Hbf |
| S 81                      | Karlsruhe Hbf – Ettlingen West – Rastatt – Gaggenau – Gernsbach – Forbach (Schwarzwald) – Baiersbronn – Freudenstadt Stadt – Freudenstadt Hbf – Eutingen im Gäu | 120-Minuten-Takt mit Verstärkern, Eilzug-Verbindung                                                                                |

### Busverkehr
Durch den an den Stadtbahnhof unmittelbar angrenzenden Zentralen Omnibusbahnhof (ZOB), an dem über 40 Buslinien halten, ist der Stadtbahnhof an den überregionalen Busverkehr angebunden. Stadtbusse fahren Ziele in der Kernstadt an. Die meisten Gemeinden im Landkreis sind umsteigefrei oder über den Bahnhof Horb erreichbar. 
Darüber hinaus werden touristische Ziele wie der Mummelsee und der Schliffkopf angefahren, zudem gibt es jahreszeitabhängige Angebote wie Skibusse.

### Steuerung des Bahnbetriebes
Der Bahnhof Freudenstadt Stadt wird seit 2002 durch ein elektronisches Stellwerk der Bauart Siemens aus dem Stellwerk Gernsbach ferngesteuert und ist somit betrieblich unbesetzt. 2013 wurde der Arbeitsplatz des zuständigen Fahrdienstleiters Gernsbach vom Stellwerk in Gernsbach in die Zentrale Leitstelle der AVG in der Karlsruher Gerwigstraße verlegt. Seitdem ist im Stellwerk in Gernsbach nur noch ein Notbedienplatz vorhanden.